# Teresa Wright
Teresa Wright (Nueva York, Nueva York; 27 de octubre de 1918 - New Haven, Connecticut; 6 de marzo de 2005) fue una actriz estadounidense. En 1942 ganó el Oscar a la mejor actriz de reparto por su papel de Carol Beldon en Mrs. Miniver. Fue nominada al mismo premio en 1941 por su debut en La loba. También en 1942, recibió una nominación al Oscar a la mejor actriz por su interpretación en El orgullo de los yanquis, junto a Gary Cooper. También es conocida por sus interpretaciones en La sombra de una duda (1943), de Alfred Hitchcock, y en Los mejores años de nuestra vida (1946), de William Wyler.

## Biografía
Muriel Teresa Wright nació el 27 de octubre de 1918 en Nueva York, hija de Martha Espy y Arthur Hendricksen Wright, agente de seguros. Sus padres se separaron cuando era pequeña. Creció en Maplewood (Nueva Jersey), donde asistió a Columbia High School. Después de ver a Helen Hayes protagonizar Victoria Regina en el Broadhurst Theatre de Nueva York en 1936, Wright se interesó por la interpretación y comenzó a interpretar papeles principales en obras escolares.
Wright obtuvo una beca para el Wharf Theater de Provincetown (Massachusetts), donde fue aprendiz durante dos veranos. Tras graduarse en el instituto en 1938, se fue a Nueva York, acortó su nombre a «Teresa Wright» y fue contratada como suplente de Dorothy McGuire y Martha Scott para el papel de Emily en la producción teatral de Thornton Wilder de Our Town en el Henry Miller's Theatre.
Se casó dos veces. Su primer matrimonio duró diez años tras los que se divorció. De ese matrimonio tiene dos hijos. En 1959 se casó por segunda vez.

## Trayectoria
Wright se hizo cargo del papel cuando Scott se marchó a Hollywood para rodar la versión en pantalla de la obra. El productor Samuel Goldwyn vio la actuación de Teresa Wright, y la contrató de inmediato, para el papel de la hija de Bette Davis en la adaptación de la obra de Lillian Hellman La loba, firmando un contrato de cinco años con los estudios Goldwyn. Afirmando su seriedad como actriz, Wright insistió en que su contrato contuviera cláusulas únicas para los estándares de Hollywood:

No se exigirá a la mencionada Teresa Wright que pose para las fotografías en traje de baño a menos que esté en el agua. Tampoco podrá ser fotografiada corriendo por la playa con el pelo al viento. Tampoco podrá posar en ninguna de las siguientes situaciones: En pantalones cortos, jugando con un cocker spaniel; cavando en un jardín; preparando una comida; ataviada con petardos y sosteniendo cohetes para el Cuatro de Julio; mirando insinuantemente a un pavo para Acción de Gracias; con un gorro de conejo con orejas largas para Pascua; centelleando en la nieve con un traje de esquí mientras un ventilador sopla su bufanda; adoptando una postura atlética mientras finge golpear algo con un arco y una flecha.

En 1941 Wright fue nominada al Oscar a la mejor actriz de reparto por su debut cinematográfico en La loba. Al año siguiente, fue nominada de nuevo, esta vez al Oscar a la Mejor Actriz por El orgullo de los yanquis, en la que interpretaba junto a Gary Cooper a la esposa de Lou Gehrig. Ese mismo año, ganó el Oscar a la mejor actriz de reparto como nuera del personaje de Greer Garson en Mrs. Miniver. Wright es la primera de sólo nueve actores que han sido nominados en ambas categorías el mismo año. Sus tres nominaciones al Oscar y un Oscar en sus tres primeras películas son únicas. Sigue siendo la única intérprete que ha recibido nominaciones al Oscar por sus tres primeras películas.
En 1943, Wright apareció en la aclamada película de Universal La sombra de una duda, dirigida por Alfred Hitchcock, interpretando a una joven que descubre que su querido tío (interpretado por Joseph Cotten) es un asesino en serie. Hitchcock pensaba que Wright era una de las actrices más inteligentes con las que había trabajado y, con su dirección, sacó a relucir su vivacidad, calidez e idealismo juvenil, características poco comunes en las heroínas de Hitchcock. En 1946, Wright realizó otra notable interpretación en Los mejores años de nuestra vida de William Wyler, una galardonada película sobre las adaptaciones de los militares que regresan a casa tras la Segunda Guerra Mundial. El crítico James Agee elogió su interpretación en The Nation:

Esta nueva interpretación suya, carente por completo de grandes escenas, trucos u obstreperousness-uno apenas puede pensar en ella como actuación-me parece una de las más sabias y hermosas piezas de trabajo que he visto en años. Si la película no tuviera ninguno de los cientos de otros aspectos que la recomiendan, podría verla una docena de veces sólo por su personalidad y su maestría.

Cuatro años más tarde, aparecería en otra historia de veteranos de guerra, The Men (1950), de Fred Zinnemann, protagonizada por Marlon Brando en su debut cinematográfico. En 1947, Wright apareció en el western Perseguidojunto a Robert Mitchum. El malhumorado «western freudiano» fue escrito por su primer marido Niven Busch. Al año siguiente, protagonizó Enchantment (1948), una historia de dos generaciones de amantes en romances paralelos. Wright recibió críticas elogiosas por su interpretación. Newsweek comentó: "La Srta. Wright, una de las mejores de la pantalla, brilla como la Cenicienta que cautivó a tres hombres". Y The New York Times concluyó: "Teresa Wright interpreta con ese arrebato sin aliento y de ojos brillantes que tan extraordinariamente domina".
En diciembre de 1948, tras rebelarse contra el sistema de estudios que la había llevado a la fama, Wright se peleó públicamente con Samuel Goldwyn, lo que provocó la rescisión del contrato de Wright con su estudio. En un comunicado publicado en The New York Times, Goldwyn citó como motivos su negativa a publicitar la película Enchantment, así como su «falta de cooperación» y su negativa a «seguir instrucciones razonables». En su respuesta por escrito, Wright negó las acusaciones de Goldwyn y no expresó arrepentimiento alguno por haber perdido su contrato de 5.000 dólares semanales.

Me gustaría decir que nunca me negué a realizar los servicios que se me pedían; no pude realizarlos debido a mi mala salud. Acepto la rescisión de mi contrato por parte del Sr. Goldwyn sin protestar; de hecho, con alivio. Los tipos de contratos normalizados en la industria cinematográfica entre actores y productores son arcaicos en su forma y absurdos en su concepto. Estoy decidido a no firmar nunca otro... He trabajado siete años para el Sr. Goldwyn porque lo considero un gran productor, y me ha pagado bien, pero en el futuro trabajaré con mucho gusto por menos si con ello puedo conservar la decencia común sin la cual el trabajo más glorioso se vuelve intolerable.

Años después, en una entrevista con The New York Post, Wright recordó: «Iba a ser Juana de Arco, y lo único que demostré fue que era una actriz que trabajaría por menos dinero». Por su siguiente película, The Men (1950), en lugar de los 125.000 dólares que había llegado a cobrar, recibió 20.000 dólares.
En la década de 1950, Wright apareció en varias películas sin éxito, entre ellas The capture (1950), Something to live for (1952), California Conquest (1952), The Steel Trap (1952), Count the Hours! (1953), The Actress (1953) y Track of the Cat (1954), de nuevo junto a Robert Mitchum. A pesar de la escasa recaudación de estas películas, Wright solía recibir elogios por sus interpretaciones. Hacia el final de la década, Wright comenzó a trabajar con más frecuencia en televisión y teatro. Recibió nominaciones a los Emmy Award por sus interpretaciones en la versión original para televisión de Playhouse 90 de The Miracle Worker (1957) y en el largometraje de Breck Sunday Showcase The Margaret Bourke-White Story (1960). En 1955 interpretó el papel de Doris Walker en el remake de la película de 1947 The 20th Century-Fox Hour, junto a MacDonald Carey y Thomas Mitchell. En 1957, protagonizó en Broadway La oscuridad al final de la escalera, de William Inge. Dirigida por Elia Kazan, se representó durante 468 funciones.
El 8 de febrero de 1960, Wright fue incluida en el Paseo de la Fama de Hollywood con dos estrellas: una para el cine, en el 1658 de Vine Street, y otra para la televisión, en el 6405 de Hollywood Boulevard.
En la década de 1960, Wright regresó a los escenarios neoyorquinos y actuó en tres obras: Mary, Mary (1962) en el Helen Hayes Theatre en el papel de Mary McKellaway, I Never Sang for My Father (1968) en el Longacre Theatre en el papel de Alice, y Who's Happy Now? (1969) en el Village South Theatre en el papel de Mary Hallen. Durante este periodo, realizó giras por todo Estados Unidos en producciones teatrales de Mary, Mary (1962), Tchin-Tchin (1963) en el papel de Pamela Pew-Picket, y El cerrajero (1965) en el papel de Katherine Butler Hathaway. Además de su trabajo en el teatro, Wright hizo numerosas apariciones en televisión a lo largo de la década, incluyendo episodios para The Alfred Hitchcock Hour (1964) en la CBS, Bonanza (1964) en la NBC, The Defenders (1964, 1965) en la CBS y CBS Playhouse (1969).
En 1975, Wright apareció en la reposición de Broadway de Death of a Salesman, y en 1980, apareció en la reposición de Morning's at Seven, por la que ganó un Drama Desk Award como miembro del Outstanding Ensemble Performance.
Apareció en The Love Boat S6 E11 «A Christmas Presence» como la hermana Regina, que frustra el plan de un estafador para pasar de contrabando oro robado moldeado como una escena de creche pintada. El episodio se emitió el 18/12/1982. En 1989, recibió su tercera nominación a los premios Emmy por su actuación en la serie dramática de la CBS Dolphin Cove. También apareció en Murder, She Wrote en el episodio «Mr. Penroy's Vacation». Su último papel en televisión fue en un episodio de la serie dramática de la CBS Picket Fences' en 1996.
Las apariciones cinematográficas posteriores de Wright incluyeron un papel importante en Somewhere in Time (1980), la abuela en The Good Mother (1988) con Diane Keaton, y su último papel como Miss Birdie en The Rainmaker (1997), de John Grisham, dirigida por Francis Ford Coppola.

## Muerte y legado
Teresa Wright falleció el 6 de marzo de 2005 de un ataque al corazón en el Hospital Yale-New Haven de Connecticut a la edad de 86 años. Está enterrada en el Cementerio Evergreen de New Haven.

## Filmografía
- Legítima defensa (1997)
- The Red Coat (1993)
- The Good Mother (1988)
- Somewhere in Time (1980)
- Roseland (1977)
- The Happy Ending (1969)
- Hail, Hero! (1969)
- The Restless Years (1958)
- Escapade in Japan (1957)
- Search for Bridey Murphy (1956)
- Track of the Cat (1954)
- The Actress (1953)
- Count the Hours (1953)
- The Steel Trap (1952)
- California Conquest (1952)
- Something to Live For (1952)
- Hombres (The Men) de Fred Zinnemann (1950)
- The Capture (1950)
- Enchantment (1948)
- The Trouble with Women (1947)
- The Imperfect Lady (1947)
- Pursued (1947)
- Los mejores años de nuestra vida (1946)
- Casanova Brown (1944)
- La sombra de una duda (1943)
- The Pride of the Yankees (1942)
- La señora Miniver (1942)
- La loba (1941)

## Premios y distinciones
Premios Óscar
| Año  | Categoría               | Película                  | Resultado |
| ---- | ----------------------- | ------------------------- | --------- |
| 1942 | Mejor actriz de reparto | La loba                   | Nominada  |
| 1943 | Mejor actriz            | El orgullo de los Yanquis | Nominada  |
| 1943 | Mejor actriz de reparto | La señora Miniver         | Ganadora  |